# Hanna Alström
Hanna Carolina Alström, född 5 mars 1981 i Stockholm, är en svensk skådespelare.

## Bakgrund
Alström levde sina första år i Bagdad i Irak, där hennes far arbetade som byggnadsingenjör. I Sverige följde hon, fem år gammal, med sin äldre syster Sara Alström till Unga Teatern under ledning av Maggie Widstrand. När hon var sex år var hon med i Staffan Götestams Gränsland på Puckteatern och på Komediteatern. Senare kom hon att spela några barnroller på Dramaten i Ett dockhem 1989, där hon regisserades av Ingmar Bergman, och Amorina 1990. Hon filmdebuterade i kortfilmen Gull-Pian 1988. Alström gick ut S:t Eriks gymnasium på Kungsholmen i Stockholm år 2000. År 2003 började hon på Teaterhögskolan i Stockholm.
År 2022 medverkade hon i The Crown i en roll som Heini Wathén(en), maka till affärsmanen Mohamed Al-Fayed.

## Filmografi
- 1988 – Landet för längesedan (röst som Cera)
- 1988 – Gull-Pian
- 1994 – Bert (TV-serie)
- 1995 – Bert – den siste oskulden
- 1995 – Anmäld försvunnen (TV-serie)
- 1996 – Skuggornas hus
- 1998–1999 – Vita lögner (TV-serie)
- 1998 – Aspiranterna (TV-serie)
- 1998–2000 – Skärgårdsdoktorn (TV-serie)
- 1998 – Längtans blåa blomma
- 1999 – Sherdil
- 2000 – Barnen på Luna (TV-serie)
- 2002 – Nya tider (TV-serie)
- 2002 – Cleo (TV-serie)
- 2004 – Fjorton suger
- 2006 – Min frus förste älskare (TV-serie)
- 2007 – En spricka i kristallen (TV-serie)
- 2008 – Livet i Fagervik (TV-serie)
- 2008 – Kärlek 3000
- 2009 – Blomstertid (TV-serie)
- 2009 – Knäcka
- 2011 – Stockholm-Båstad (TV-serie)
- 2011 – En gång i Phuket
- 2011 – Två herrars tjänare
- 2012 – Den röda vargen
- 2012 – Livstid
- 2012 – En plats i solen
- 2013 – Bäst före
- 2013 – Farliga drömmar
- 2013 – Mig äger ingen
- 2013–2014 – Äkta människor (TV-serie)
- 2014 – Tillbaka till Bromma
- 2014 – Joy (TV-serie)
- 2014 – Welcome to Sweden (komediserie) (TV-serie)
- 2015 – Kingsman: The Secret Service
- 2016 – Sameblod
- 2017 – Kingsman: The Golden Circle
- 2018 – Ted – För kärlekens skull
- 2018 – Morden i Sandhamn (TV-serie)
- 2020 – Maskineriet (TV-serie)
- 2021 – Agatha Christies Hjerson (TV-serie)
- 2022 – The Crown (TV-serie)
- 2024 – Sthlm Blackout (TV-serie)

## Teater

### Roller (ej komplett)
| År   | Roll                   | Produktion                       | Regi            | Teater                  |
| ---- | ---------------------- | -------------------------------- | --------------- | ----------------------- |
| 1989 | Hilde, barn            | Ett dockhem Henrik Ibsen         | Ingmar Bergman  | Dramaten                |
| 1990 | pojken Pär             | Amorina Carl Jonas Love Almqvist | Peter Stormare  | Dramaten                |
| 1991 |                        | Teatervinden                     |                 |                         |
| 2005 |                        | Betongsocker & Förortsmys        |                 | Stockholms stadsteater  |
| 2007 |                        | Juloratoriet                     |                 | Stockholms stadsteater  |
| 2007 | Esme (som yngre) Alice | Rock'n'roll Tom Stoppard         | Margareta Garpe | Stockholms stadsteater  |
| 2008 |                        | Petra von Kants bittra tårar     |                 | Stockholms stadsteater  |
| 2008 |                        | Det går an                       | Philip Zandén   | Parkteatern i Stockholm |
| 2008 |                        | Allt om min mamma                |                 | Stockholms stadsteater  |
| 2009 |                        | Dårfinkar och dönickar           | Alexander Öberg | Stockholms stadsteater  |
| 2009 | Full Speed Ahead       |                                  |                 |                         |